# Neschholz

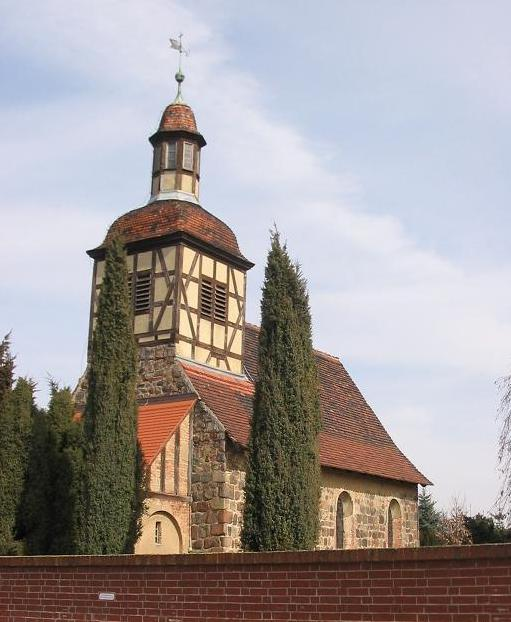
Dorfkirche Neschholz

Das Straßendorf Neschholz ist ein Ortsteil der Kreisstadt Bad Belzig im Brandenburger Landkreis Potsdam-Mittelmark. Seine Fläche beträgt sieben Quadratkilometer, auf der 118 Menschen leben (Stand 13. November 2023).
Das Tal des Streckerbachs zwischen den größeren Tälern des Baitzer Bachs und der Plane bestimmt die naturräumliche Einbindung des Ortes, der zum Naturpark Hoher Fläming gehört. Das landwirtschaftlich geprägte Dorf verfügt über eine mittelalterliche Feldsteinkirche aus der seltenen Gruppe der Apsissäle, die eine prunkvolle Innenausmalung aufweist.

## Lage und Naturraum

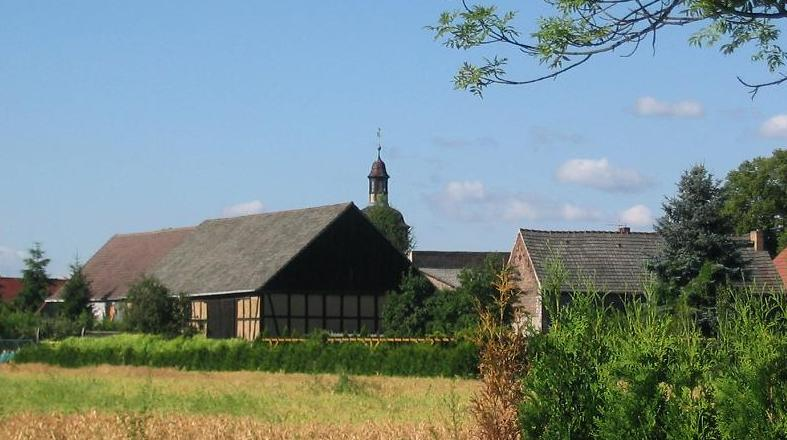
Neschholz

### Lage und Verkehrsanbindung
Neschholz liegt rund sechs Kilometer östlich von Bad Belzig an der Bundesstraße 246 und bildet den östlichsten Bad Belziger Ortsteil. Auf ungefähr halber Strecke zu Bad Belzig folgt an der gleichen Bundesstraße das Nachbardorf Lüsse, dessen Segelflugplatz – Schauplatz der Weltmeisterschaften 2008 in dieser Sportart – bis nach Neschholz reicht. Nach Osten schiebt sich Neschholz mit der Wühlmühle bis an die Plane heran und grenzt im Nordosten an die Gemarkungen des Dorfs Gömnigk aus der Stadt Brück und im Südosten an das Dorf Ziezow, Teil von Locktow aus der Gemeinde Planetal.
Das nordwestliche Nachbardorf Baitz folgt nach knapp drei Kilometern und gehört wiederum zu Brück. An der Verbindungsstraße zwischen beiden Dörfern befindet sich der Bahnhof Baitz, der in einer Entfernung von nur rund 1.500 Metern für Neschholz den Anschluss an die Wetzlarer Bahn herstellt. Auf der Eisenbahnstrecke zwischen Berlin und Dessau verkehrt stündlich der Regional-Express (RE 7) nach Berlin und Bad Belzig und zweistündlich nach Dessau (von Bad Belzig).

### Neschholzer Heide
Das Nachbardorf Baitz bildet zudem ein Tor zu der ausgedehnten Niederung Belziger Landschaftswiesen im Baruther Urstromtal. Mit der nördlichen Ausbuchtung Neschholzer Heide zwischen Baitz und Trebitz/Gömnigk grenzt auch die Neschholzer Gemarkung selbst an das ausgedehnte Naturschutzgebiet der Landschaftswiesen, das sich insbesondere dem Schutz der Großtrappe (Otis Tarda) verschrieben hat. Die Neschholzer Heide (Heide = Wald in Brandenburg/Berlin) besteht überwiegend aus Kiefern. Sie ruht auf einem kleinen Plateau, das im Fuchsberg (64 Meter) und Räuberberg (69 Meter) ausläuft und im Norden um ein paar Meter zu den Landschaftswiesen abfällt. Unmittelbar am Hang verläuft der autofreie Europaradweg R1, der Baitz und Trebitz verbindet. Vom Weg bietet sich ein guter Überblick über die weite und siedlungsfreie Niederungslandschaft.

### Streckerbach

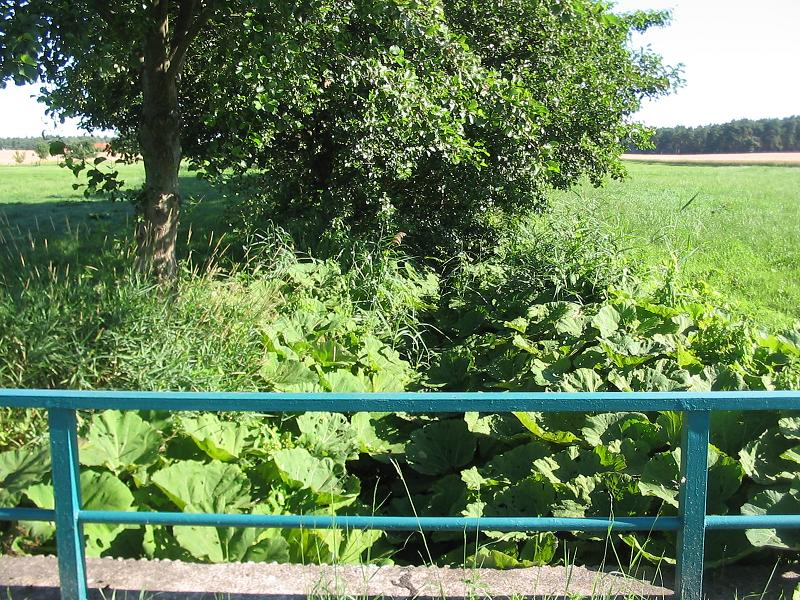
Bett des Streckerbachs, im Hintergrund die Neschholzer Heide

Die östliche Plateaugrenze bildet das Tal des Fläminghauptstroms Plane, während westlich der Streckerbach die Hügelkette durchschneidet, die die das Baruther Urstromtal von acht Kilometer in den Landschaftswiesen auf rund drei Kilometer bei Brück verengt. Der naturnahe Streckerbach entspringt gut zwei Kilometer südlich des Neschholzer Dorfkerns auf der Gemarkung von Mörz/Locktow, fließt durch Neschholz und mündet nach rund fünf Kilometern nördlich von Baitz in den Baitzer Bach. In den Sommermonaten fällt der Bach seit einigen Jahren im Oberlauf streckenweise trocken. Wie der Baitzer Bach, der parallel rund einen Kilometer westlich verläuft, bildete auch der Streckerbach bis zum Mittelalter ein morastiges Tal, woran der Ortsname Neschholz = Siedlung am Eschenwald indirekt erinnert. Denn der Baum des Jahres 2001, die Gemeine Esche (Fraxinus excelsior L.), bevorzugt feuchte nährstoffreiche Böden, wie sie in Auwäldern, Schluchtwäldern, Niederungen und Eichen-Hainbuchenwäldern vorkommen.

## Geschichte und Wirtschaft

### Etymologie: Siedlung am Eschenwald
Die älteste überlieferte schriftliche Erwähnung des Dorfes stammt aus dem Jahr 1385: czu Eczholte. 1416 hieß es czu dem Escholte, 1466 zcu Nescholtz, 1548 zu Escholtz und 1590 Neschholtz. Die Bezeichnung geht auf die Zeit der feuchten Talung zurück und bedeutet Siedlung am Eschengehölz. Nach der etymologischen Ableitung von Reinhard E. Fischer entstand die heutige Namensform durch falsche Anknüpfung des Artikels [...]: to den Eschholt → Neschholt. (Ähnlich die Bildung des sächsischen Ortsnamens Mohorn: 1452 bey dem Ahorn → 1470 Mahorn.)
Die Gerichtsbarkeit lag ungefähr zwischen 1425 und 1550 bei der Vogtei Belzig, danach gehörte das Dorf zum Amt Belzig-Rabenstein. Wie der gesamte Belziger Landstrich war auch Neschholz über Jahrhunderte hinweg bis zum Wiener Kongress 1815 sächsisch. Die Grenze zwischen Brandenburg und dem sächsischen Kurkreis verlief durch die Belziger Landschaftswiesen.
Die Bestandsaufnahmen der kirchlichen Visitationen im Zuge der Reformation verzeichnen für das Jahr 1542 vierundzwanzig bebaute Hufen und eine unbebaute Hufe. Die Kirche besaß 1506 zwei und 1591 drei Morgen Wiese. Aufzeichnungen gibt es aus dem Jahr 1575 zur Versorgung des Pfarrers und Küsters. Danach „bezog der Pfarrer ein Dreißig Roggen, ein Dreißig Gerste, 15 Mandeln Hafer und 6 Mandeln Weizen als Zehnten. Der Küster hatte 24 Scheffel Korn und 59 Brote“.

### Wühlmühle

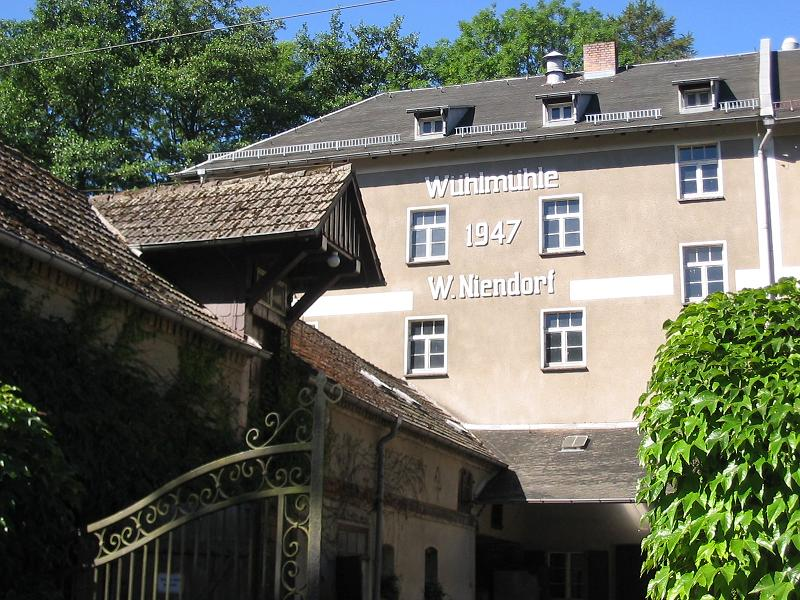
Wühlmühle an der Plane

Zwei Kilometer vom Dorf entfernt liegt im östlichsten Zipfel der Neschholzer Gemarkung am Fläminghauptfließ Plane die traditionsreiche Wühlmühle. Die Wassermühle mit Ferienwohnungen und Reiterhof gehört zum Stations- und Wegenetz des Naturparks Hoher Fläming. Mit dem Reiterhof nimmt auch Neschholz an dem touristischen Aufschwung teil, der in einigen Naturparkdörfern die traditionelle land- und forstwirtschaftliche Ausrichtung zunehmend ergänzt.

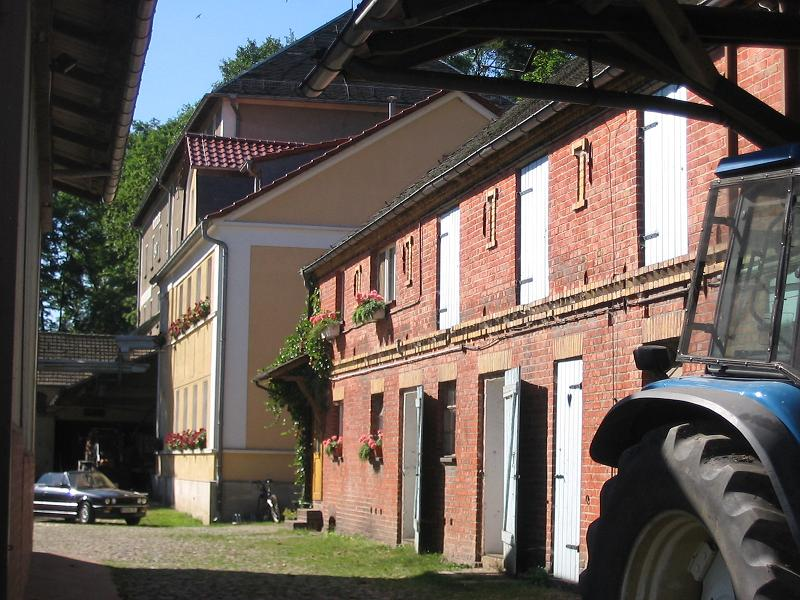
Wühlmühle mit Reiterhof

#### Etymologie: Bösewiel
Die erste schriftliche Erwähnung der noch heute technisch vollintakten Wassermühle findet sich 1565 in einem Vermerk Müller auffm Bosen Weill. Über Bösewiehlmühle (1591) kam es 1716 bereits zum Begriff Wühlmühle, dann 1745 wieder zu Bösenmühle und 1841 wohl endgültig zur Wühlmühle. Laut Reinhard E. Fischer stammt der Name von einer benachbarten Wiese, die den Namen Bösewiel trug. Dabei steht böse für schlecht und das mittelniederdeutsche wel beziehungsweise spätere brandenburgische Weel für ausgedehnte Wasserfläche in der Niederung hinterm Deich und im konkreten Bezugsrahmen für eine von der Plane ausgespülte Tiefe. Als der ursprüngliche Sinn von Bösewiel verlorenging, wurde der nicht mehr verständliche Name […] zu wühlen gestellt. Den Namen erklärten sich die Dorfbewohner nunmehr mit der Sage vom Bösen Wühl, einem Kobold, der in der Mühle sein Unwesen trieb, bis er von einem Bären und dem Bärenführer vertrieben wurde – eine laut Fischer in vielen Orten gebräuchliche Erzählung, die mit jeweils angepassten Koboldnamen verlorene Sinnzusammenhänge verständlich machen sollte.

#### Vom Müllerhandwerk zum Tourismus
Die Mühle ist zwar vollständig funktionsfähig, wird allerdings seit Jahrzehnten mit einer Turbine angetrieben, sodass die Mühlenromantik mit außenliegendem Wasserrad lange zurückliegt. Die Besitzer haben einen großen Teil der Gebäude zu einer Pension mit einem modernen Reiterhof umgebaut und im umgebenden Planetal weitläufige Koppeln angelegt. Der Hof gehört als Reitwander-Stützpunkt zu dem ausgedehnten Stations- und Wegenetz für Wanderreiter im Naturpark Hoher Fläming. Neben der Mühle besteht ein Tiergehege, in dem die Hofbetreiber Damwild züchten. Die Plane bietet in diesem Bereich einen reichen Forellenbestand und Badefreunde finden im rund 500 Meter entfernten Ziezower See der gleichnamigen Planetal-Gemeinde ein klares Gewässer. Auch die Neschholzer kommen seit alters her zum Baden an den See.

### Eingemeindung
Neschholz wurde am 31. Dezember 2002 nach (Bad) Belzig eingemeindet.

### Hausnummern – Ende einer Tradition

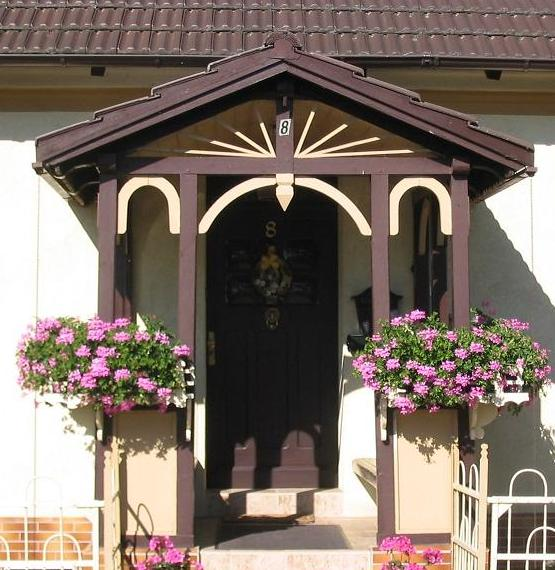
Hauseingang

Nicht alle Neschholzer waren und sind mit der Eingemeindung in die Kreisstadt Belzig zufrieden. Wie bei solchen Neugliederungen üblich, mussten auch die Neschholzer verschiedene Straßennamen wie Dorfstraße, Bahnhofstraße oder Mühlenweg, die auf dem Belziger Gebiet nun mehrfach vorhanden waren, ändern (jetzt einheitlich: Neschholz). Vor allem aber ging eine jahrhundertelang gepflegte Tradition zu Ende, die das Dorf lange verteidigt hatte. Entgegen allen üblichen Methoden, die Häuser in den Straßen durchzunummerieren, vergaben die Neschholzer die Hausnummern in der Reihenfolge, in der sie ihre Häuser bauten. Da einige Häuser nicht mehr existierten, fehlten einige Nummern, manche Straße hatte keine Nummer 1 und die Nummern gingen wild durcheinander.
Da dies für ortsunkundige Rettungskräfte wie Feuerwehr und Rettungsdienst nicht ganz unproblematisch war, versuchte die Stadt Belzig eine Änderung herbeizuführen. Insbesondere der Bau- und Planungsausschuss der Stadt, der mit der Neschholzer Zählweise Probleme bei den Bebauungsplänen hatte, drängte auf eine Anpassung an „normale“ Gepflogenheiten. Laut einem Bericht der Märkischen Allgemeinen Zeitung vom 8. November 2005 wehrte sich der Neschholzer Ortsbeirat gegen den Nummernaustausch unter anderem mit dem Argument, dass die Ziffern schließlich viel Geld gekostet hätten. Am 27. März 2006 beschloss die Stadtverordnetenversammlung Belzig dann allerdings für den Ortsteil Neschholz: Die Hausnummern werden entsprechend Variante 4 des Hausnummernplans neu geordnet.

## Sehenswürdigkeiten
Die romanische Feldsteinkirche Neschholz aus der ersten Hälfte des 13. Jahrhunderts mit Fachwerk-Dachturm zeigt im Innern eine prachtvolle barockisierende Ausmalung vom Beginn des 20. Jahrhunderts.